# Мюнье, Эмиль
Эмиль Мюнье (фр. Émile Munier, 2 июня 1840 — 29 июня 1895) — французский художник-академист, ученик Вильяма-Адольфа Бугро.

## Биография
Эмиль Мюнье родился в Париже 2 июня 1840 года и жил со своей семьей на 66 Рю де Фоссе (Сен-Марсель). Его отец, Пьер Франсуа Мюнье, был художником-обойщиком в мануфактуре Гобеленов, а его мать, Мария Луиза Карпентье, была полировщицей на суконной фабрике. Эмиль и двое его братьев, Франсуа и Флоримон, были талантливыми художниками и проработали некоторое время в мануфактуре Гобеленов.
У художника Абеля Люка (фр. Abel Lucas) Мюнье обучался рисунку и живописи, и у него завязались тесные отношения с Люка и его семьёй. В 1861 году он женился на дочери Люка, Генриетте. В 1867 году Генриетта родила сына, Эмиля Анри. Через шесть недель после его рождения страдавшая тяжелым ревматизмом Генриетта скоропостижно скончалась.
Саржин Огран, ученица Люка и прежде близкий друг Эмиля и Генриетты, приглянулась Эмилю; они поженились в 1872 году. У пары был один ребёнок, дочь, Мария-Луиза, родившаяся в 1874 году.

## Творчество
В течение 1860-х годов Мюнье получил три медали в Национальной высшей школе изящных искусств, а в 1869 году он выставился в Парижском салоне.
Он был приверженцем академических идеалов и последователем Бугро, работы которого стали важным источником вдохновения для творчества молодого Мюнье. Художники стали близкими друзьями, и Мюнье часто посещал мастерскую Бугро; когда речь шла о Мюнье, последний называл его «Мудрецом» или «Мудрец Мюньe».
Ещё один художник, с которым Мюнье работал около 1869 года, был дизайнер художественного стекла Эмиль Галле.
В 1871 году Мюнье прекратил работу на гобеленной мануфактуре и полностью посвятил себя живописи. Кроме того, он начал преподавать в классах для взрослых по вечерам трижды в неделю.
Леланд Стэнфорд-младший, единственный ребёнок в семье губернатора Калифорнии Леланда Стэнфорда и его жены Джейн Стэнфорд, умер в возрасте пятнадцати лет в 1884 году, и чтобы увековечить сына в картине, Джейн Стэнфорд поручила эту работу Мюнье. Работа, озаглавленная «Ангел, утешающий свою скорбящую мать» (холст, масло), изображает мальчика, положившего руку на плечо матери, вернувшегося на землю в образе ангела, чтобы успокоить её. В настоящее время картина является частью экспозиции в Центре визуальных искусств в Стэнфордском университете.

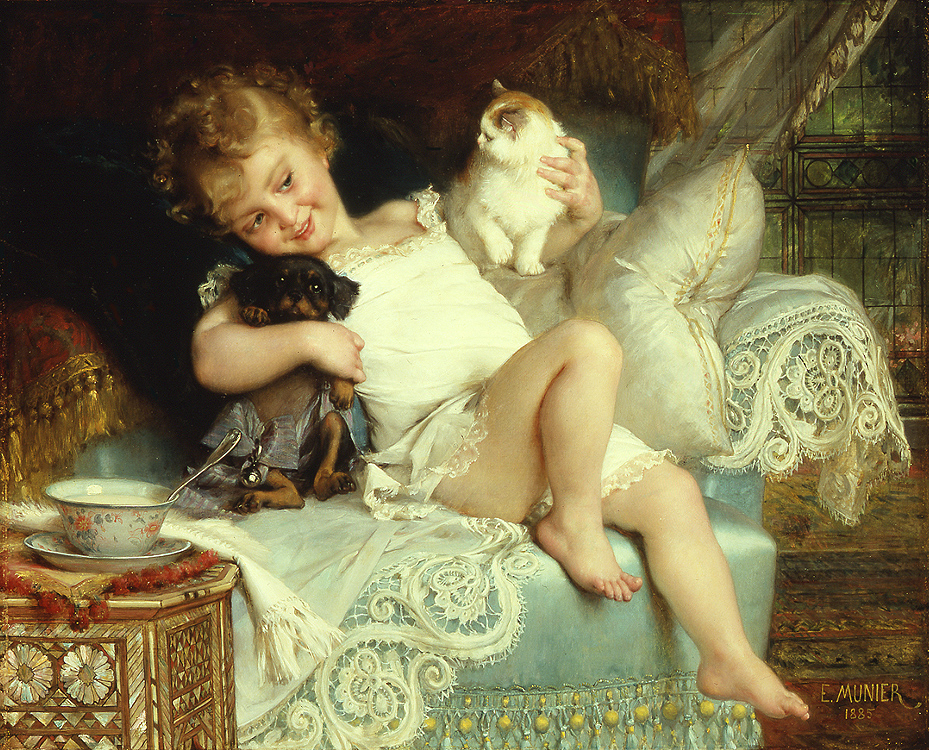
Трое друзей. 1885

В 1885 году Мюнье написал картину «Tрое друзей» и выставил её в парижском Салоне. Эта картина, представляющая пухлую девочку, играющую на своей кровати с котёнком и собакой, была настолько успешной, что воспроизводилась во многих формах и использовалась в рекламных плакатах фирмы, производящей мыло. Благодаря этой работе Эмиль Мюнье утвердился как один из живописцев, изображающий маленьких детей и их домашних животных; наконец, произведение было приобретено американским коллекционером.
Среди его многочисленных американских покровителей были Чапмэн Х. Хьямс и его жена, которые были крупными коллекционерами современной французской живописи девятнадцатого века, собиравшими работы таких художников, как Эннер, Бугро, Жером, Винель и Шрейер.
Мюнье написал их портрет в 1889 году, и он, вместе с большей частью собранной супругами коллекции, в настоящее время хранится в Художественном музее Нового Орлеана.
В течение 1890-х годов Мюнье продолжал писать крестьян и создавать картины на мифологические и религиозные темы; также он изображал животных, сцены рыбной ловли, пейзажи и марины.
Во многих своих работах в качестве модели он использовал своих детей; в частности, свою дочь. В 1893 году в парижском Салоне он выставил «Дух водопада» с обнажённой нимфой, которая мало чем отличается от «Рождения Венеры» Бугро.
В 1895 году Мюнье написал работу «Девочка с котятами в корзине». Через несколько недель после того, как ему исполнилось 55 лет, 29 июня, он умер.

## Галерея

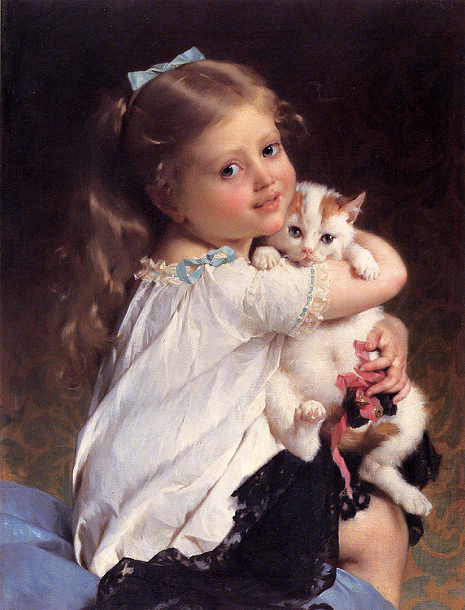
Её лучший друг, 1882
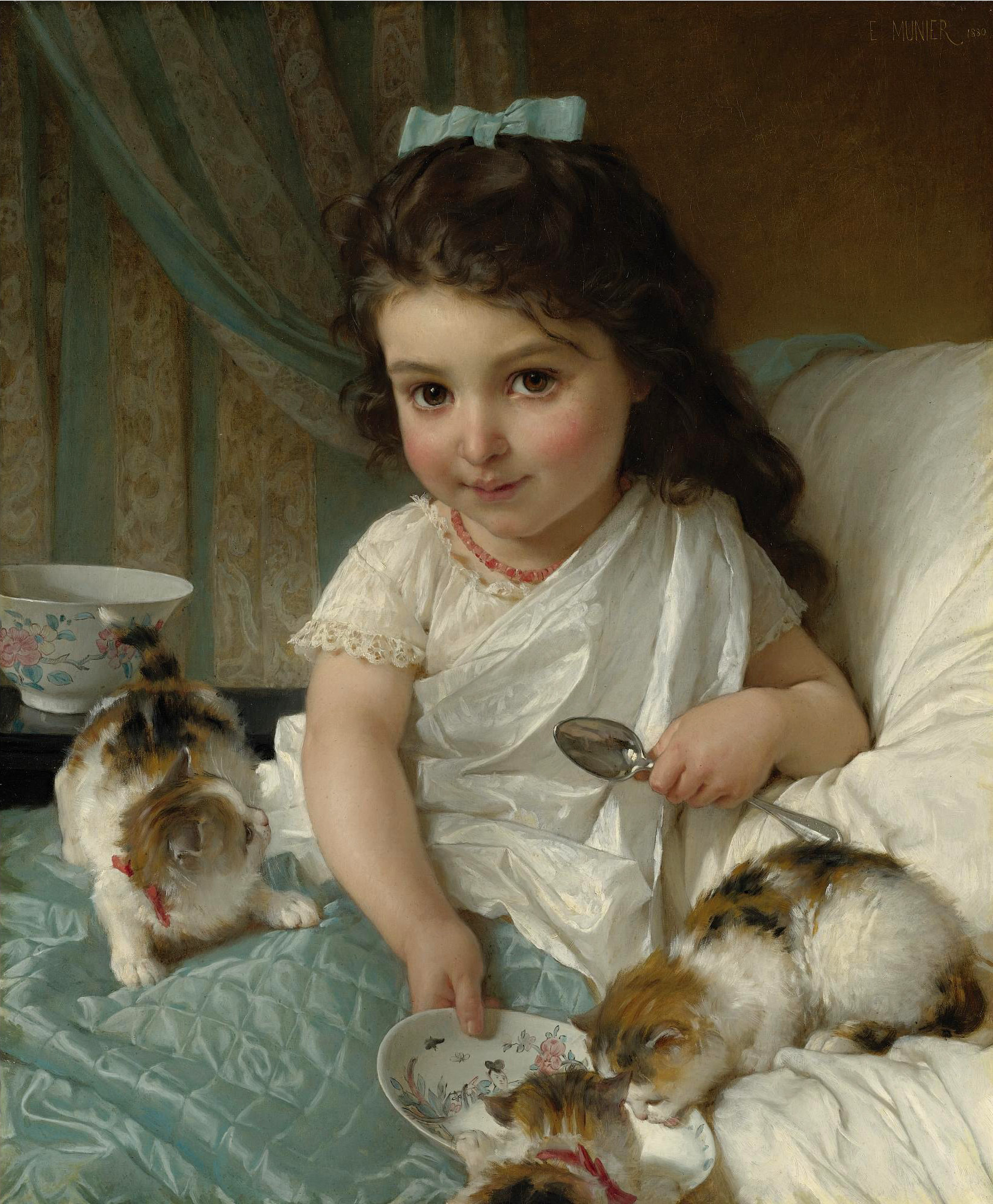
Завтрак, 1880
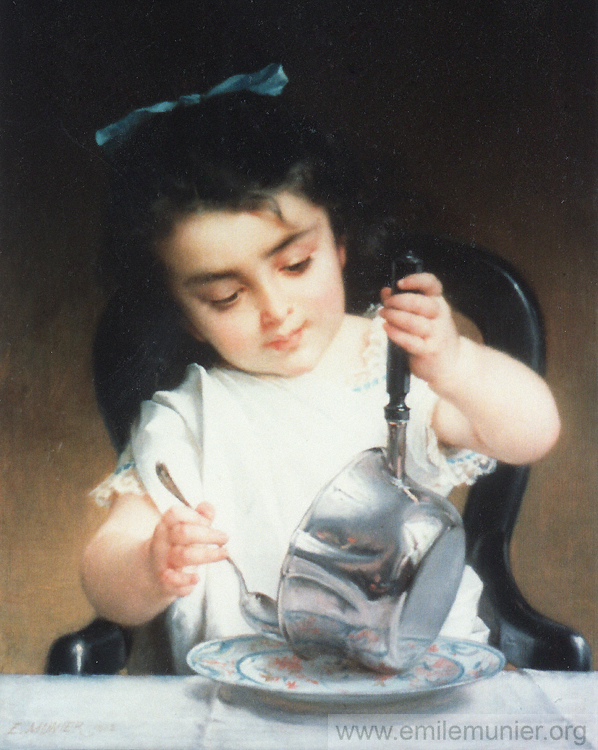
Девочка с посудой, 1882
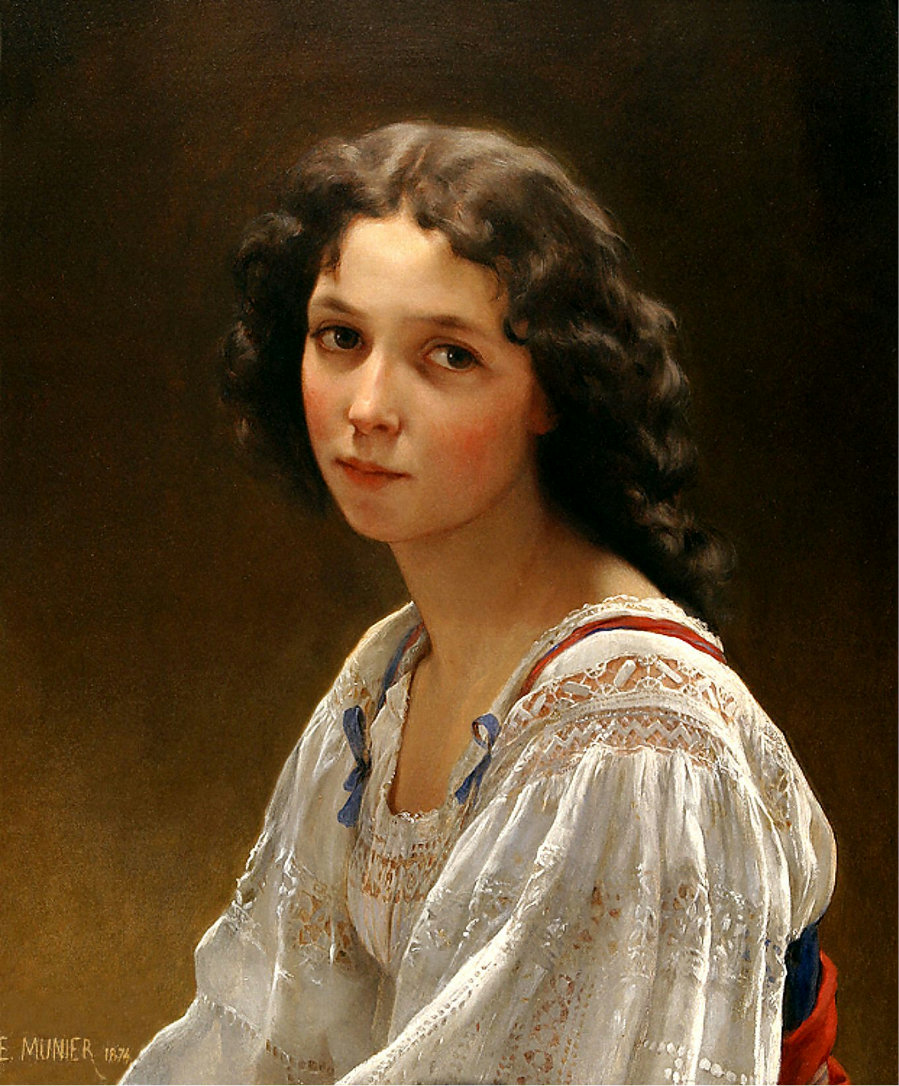
Портрет юной девушки, 1874
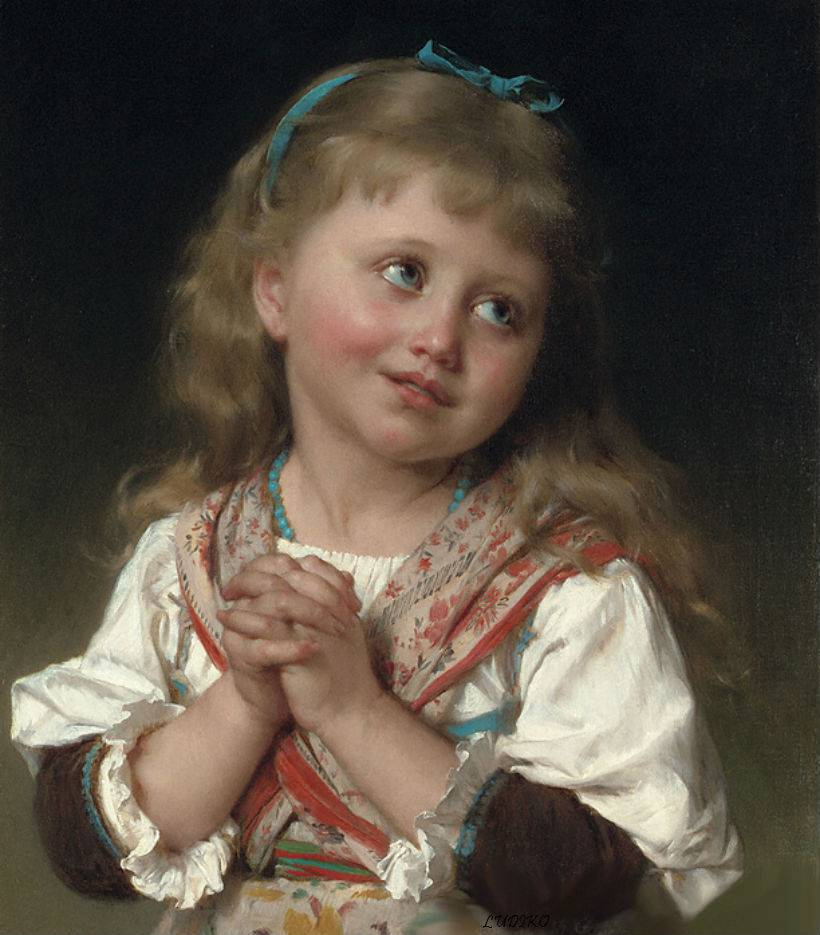
Можно ли мне?, 1881
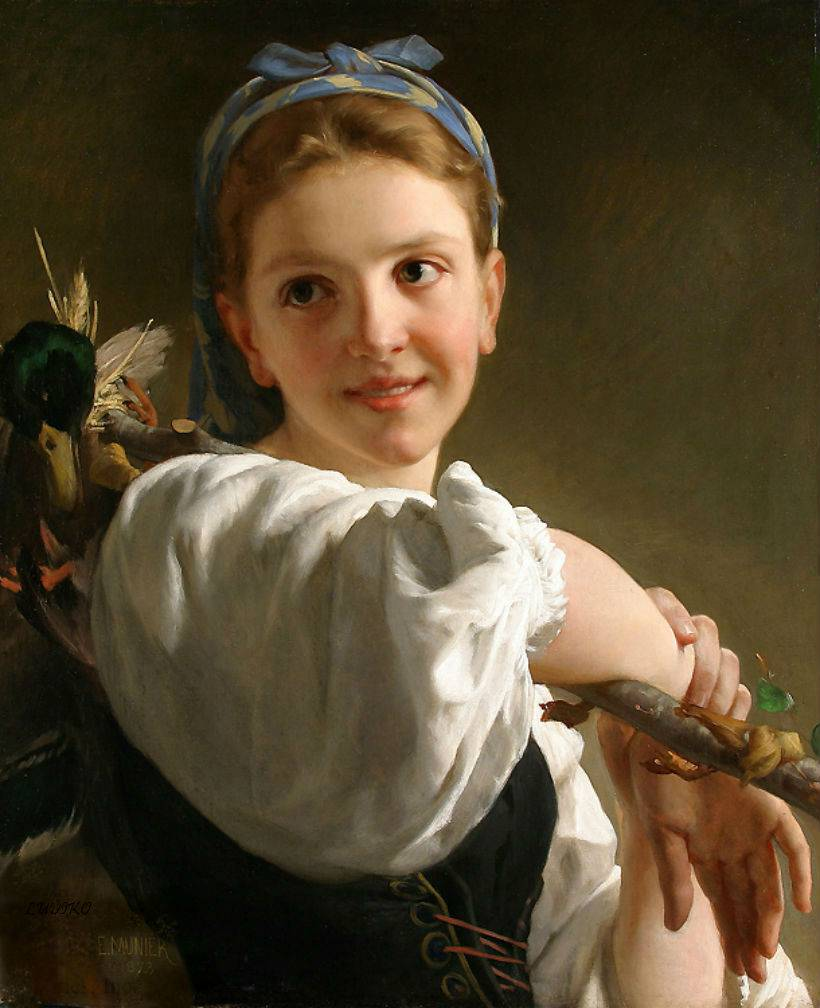
Возвращение с рынка, 1873
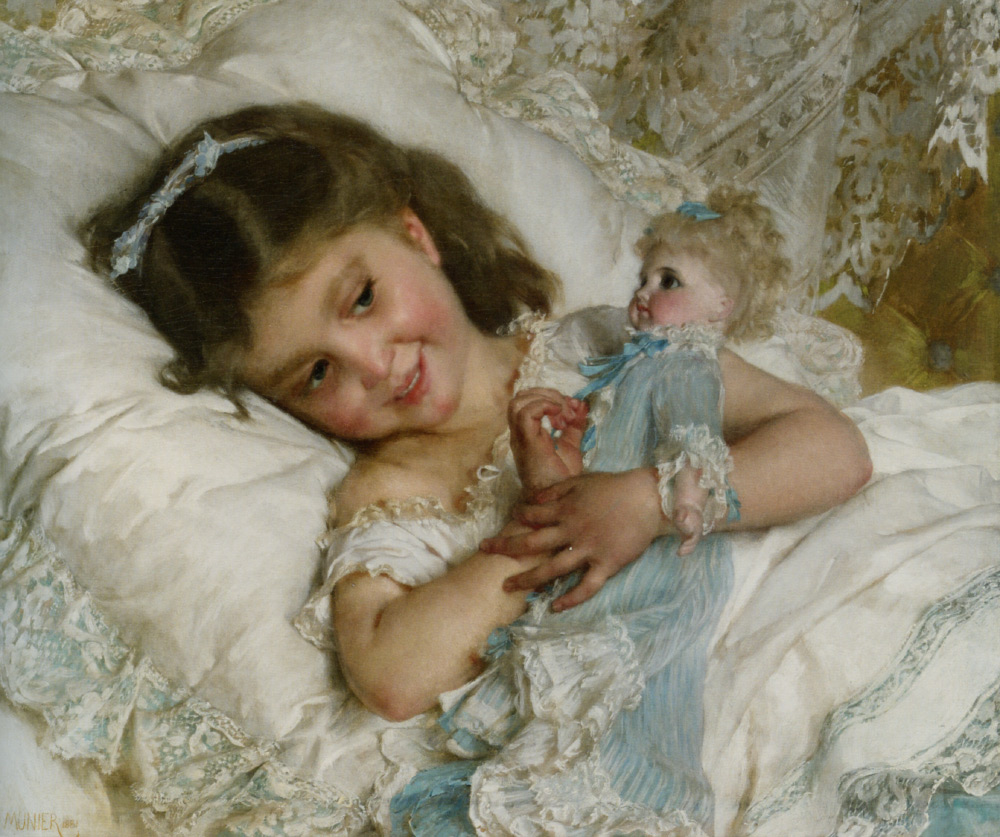
Девочка с куклой, 1881
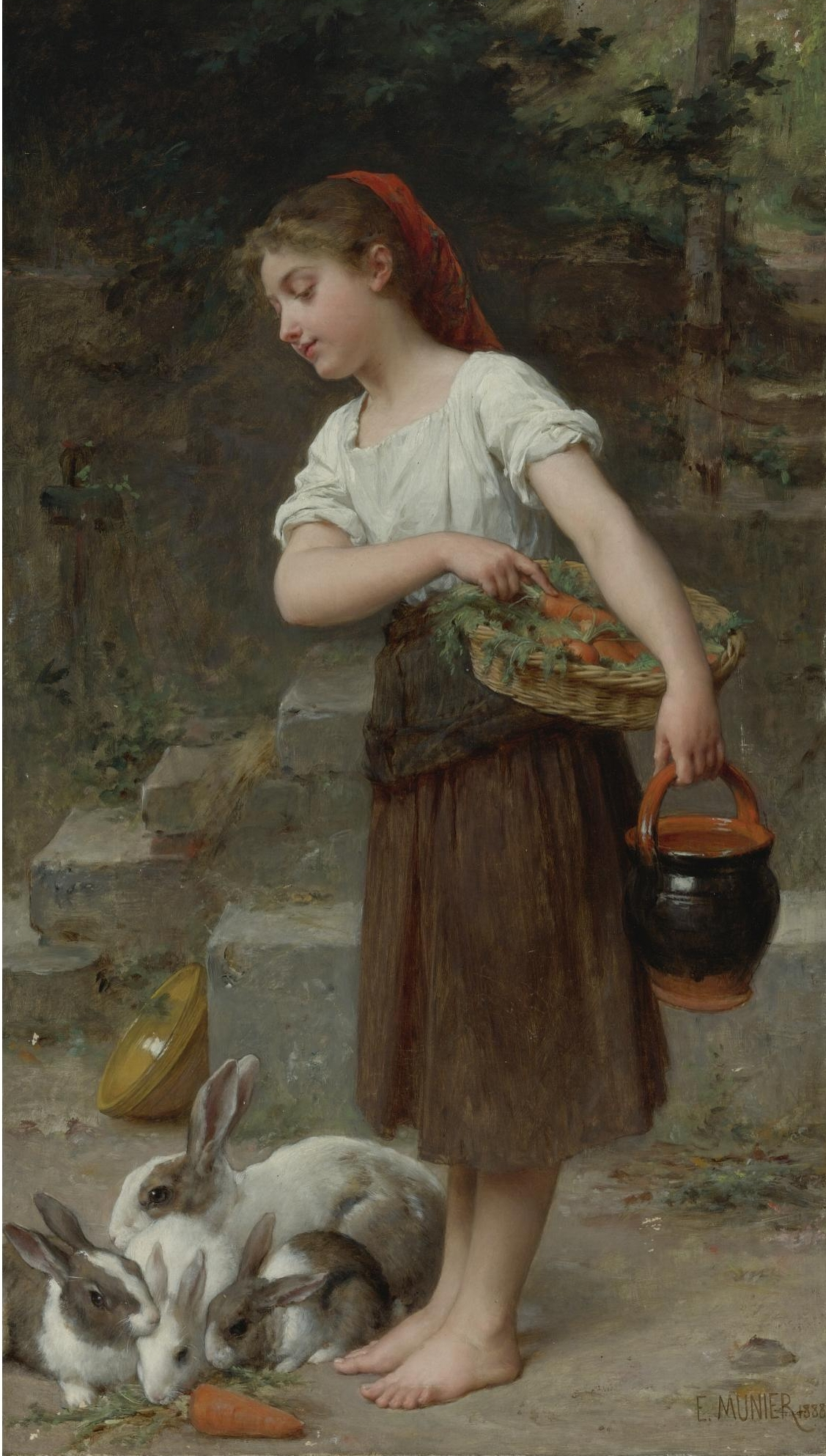
Кормление кроликов, 1888